# Джума джамия
Джума́ джамия, тоест Петъчна / седмична джамия (на арабски: مسجد الجمعة [масджид ал-джумʿа]; от арабски: جمعه [джу́мʿа] – седмица / петък, и от арабски: مسجد [масджи́д] – джамия), също на разни езици Голяма джамия (на турски: ulu cami [улу джами]) или Съборна джамия, е наименование за главната джамия на страна, населено място или част от него.
Според мюсюлманските обичаи в петък по пладне е главната за седмицата, задължителна колективна молитва, наречена „джума́-нама́з“ или „саляха ал-джу́ма“ (на арабски: صلاة الجمعة). Преди нея хати́б (упълномощено лице, най-често имамът на джамията) произнася нравоучителна проповед, наречена „хутба“. Тези проповеди са важни за религиозното възпитание на вярващите мюсюлмани, а и се посрещат с интерес от тях – дворовете на джами«ята се изпълват с хора, редят се дори на улиците около нея.
За да осигури възможност за по-широко присъствие за молитви в самата джамия (или нейния двор) всяка по-многобройна и богата религиозна общност се старае да си построи голяма джамия за задължителната колективна молитва в петък. Много от петъчните джамии представляват значителна архитектурна ценност.
Пример за такъв храм (и с подобно име) в България е известната Джумая́ джамия (с леко изменено произношение от оригиналното на турски: Cuma Camii [джума́ джамии́]), намираща се в центъра на Пловдив.